# AmigaOne

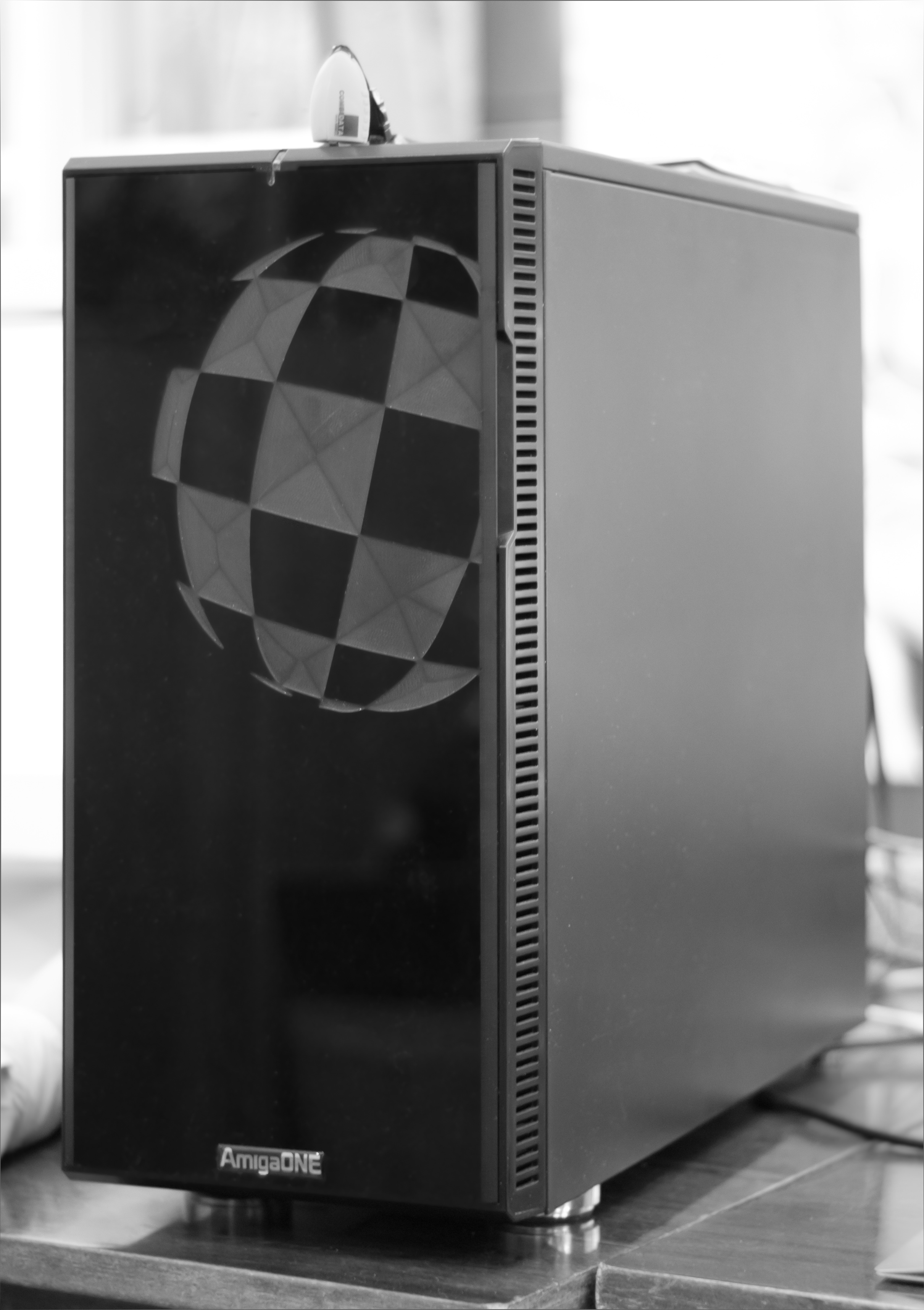
AmigaOne X1000

AmigaOne é uma série de computadores com intenção de se rodar o AmigaOS 4, desenvolvida pela Hyperion Entertainment. 
Modelos recentes são produzidos pela Eyetech, e foram baseadas na série Teron do PowerPC.
Em janeiro de 2010, A-Eon Technology anunciou um novo computador, o AmigaOne X1000, que é acompanhado com placa-mãe dual core PowerPC, que também rodará AmigaOS 4.x.